# Nekrotiserende bløddelsinfektion
Nekrotiserende bløddelsinfektion (Nekrotiserende fasciitis eller kødædende bakterier) er en sjælden infektionssygdom, der er livstruende og kan udvikle sig hurtig over timer.
Omkring 150 personer får sygdommen om året i Danmark. Personer i alle aldre og uanset om man tidligere var syg, har dårligt immunsystem, eller er rask, kan risikere at få sygdommen. Gennemsnitsalderen for folk som får sygdommen er 61 år.
De bakterier som er årsag til nekrotiserende bløddelsinfektion er ikke kødædende, men udskiller gifte (eksotoksiner), der får blodpladerne og de hvide blodlegemer til at klumpe sammen til blodpropper. Blodpropperne hæmmer eller standser blodomløbet i det ramte område og når vævet ikke får ilt og næring dør vævet (nekrose, koldbrand).